# Propolis

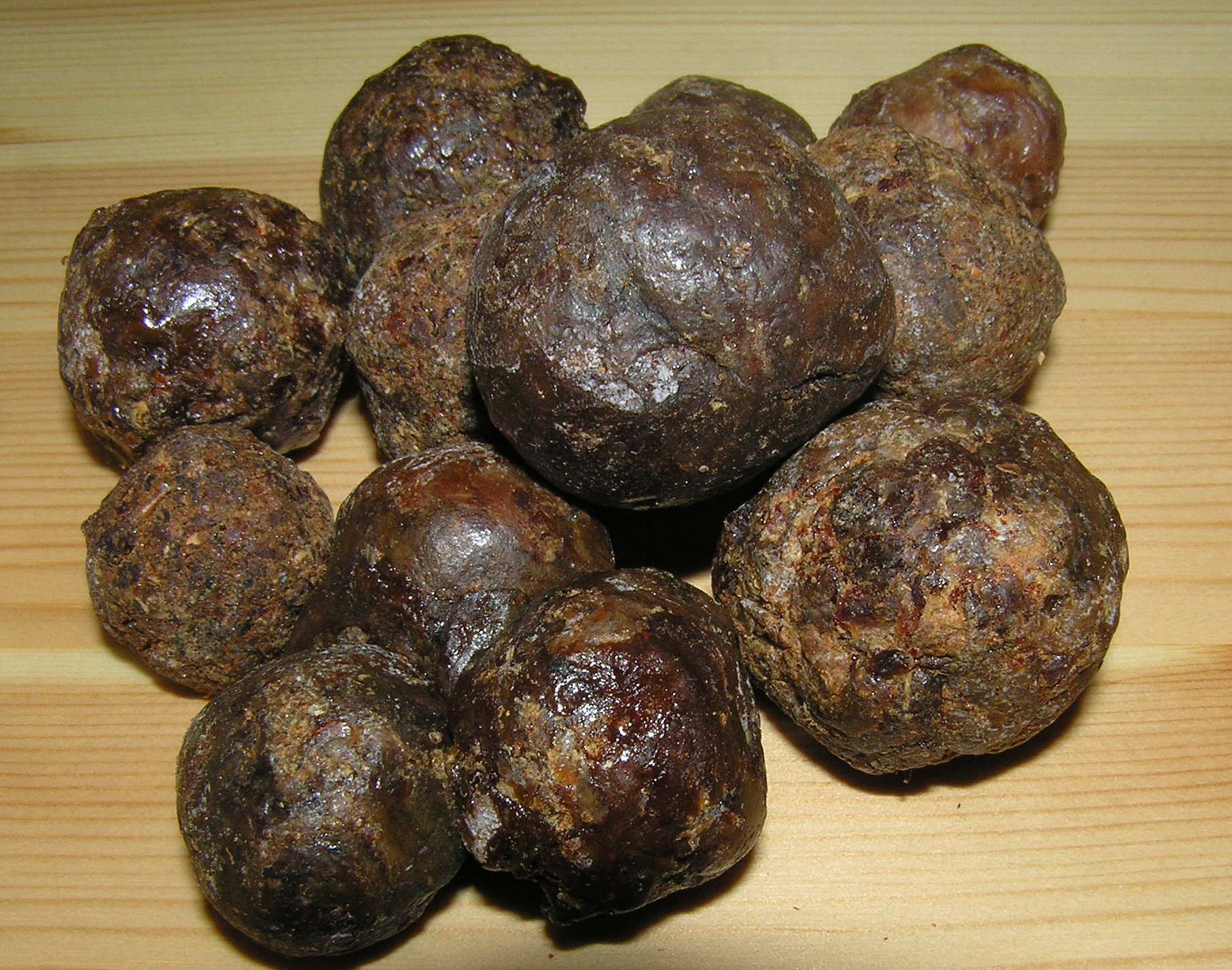
Propolis

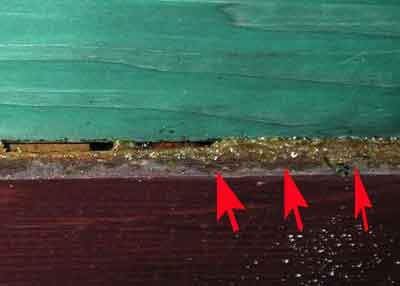
Propolis gebruikt om een kast te dichten

Propolis is een lijmachtige substantie, gemaakt door honingbijen uit knoppen, sap van planten en bomen (meestal hars), en andere botanische bronnen. Propolis wordt door bijen gebruikt om ongewenste kieren en openingen in het nest te dichten en de wanden te bekleden. De kleur van propolis varieert per bron, maar donkerbruin komt het meest voor. Rond kamertemperatuur is propolis kleverig, maar bij lagere temperaturen is het hard en broos.
Propolis was al in de Griekse oudheid bekend om zijn geneeskrachtige werking en is een krachtig anti-bioticum; het werkt bacterie- en schimmeldodend.

## Doel
Lange tijd werd aangenomen dat bijen propolis gebruiken om het nest te beschermen tegen invloeden van buitenaf, zoals slecht weer. Onderzoek heeft uitgewezen dat propolis echter meer doelen heeft, zoals het verminderen van vibratie van het nest, buitenhouden van ziekteverwekkers, en het verstevigen van de structuur van het nest.

## Samenstelling
De samenstelling van propolis verschilt per gebied, seizoen, en bijennest. De meest gangbare kleur is donkerbruin, maar groen, rood, zwart en wit komen ook voor. Voor het maken van propolis kan een groot aantal substanties worden gebruikt, wat bijdraagt aan de variatie. Vaste grondstoffen zijn balsem (iets meer dan de helft), was (30%), etherische olie 10%, pollen (5%).
In noordelijke gebieden verzamelen bijen vaak de benodigde materialen van coniferen en de populier. In warmere streken worden de materialen vaak verzameld van de Clusia en Dalechampia.
Van tijd tot tijd gebruiken bijen ook door mensen vervaardigde producten voor propolis.

## Medische eigenschappen
Er is geen uitsluitend wetenschappelijk bewijs dat de werkzaamheid van propolis ter behandeling van medische kwalen ondersteunt, alle indicaties van een effectieve toepassing zijn onbewezen aanwijzingen. Propolis wordt met name door winkels, gespecialiseerd in natuurproducten, aangeprezen als natuurlijk medicijn. Beoefenaars van natuurlijke en/of alternatieve geneeswijzen gebruiken vaak propolis voor de behandeling van uiteenlopende kwalen, waaronder ontstekingen, maagzweer, en virale ziektes.
Van propolis wordt tevens beweerd dat het goed is voor het versterken van het hart. Verder zou het de kans op een cataract verminderen. Een stukje propolis in de mond houden zou helpen tegen een zere keel of pijnlijke stembanden.
Meerdere van deze medische eigenschappen, die aan propolis worden toegewezen, zijn reeds onderzocht. Onderzoek is echter lastig, daar propolis zo sterk verschilt in samenstelling per regio en bijennest, waardoor vergelijkingen lastig zijn.
Er is laboratorium (in vitro) onderzoek gedaan naar propolis als een antibioticum of antimycoticum. Studies hebben tevens aangetoond dat propolis kan helpen bij het bestrijden van brandwonden.
In de tandheelkunde wordt tevens onderzoek gedaan naar de eigenschappen van propolis. Er zijn aanwijzingen dat propolis zou kunnen helpen tegen cariës. Het kan ook worden gebruikt voor de behandeling van aften.

## Commercieel gebruik
Propolis wordt door sommige instrumentmakers gebruikt om de zichtbaarheid van de draad in het hout te versterken. Tevens wordt het gebruikt om kauwgum van te maken.